# Alfred Kupffender

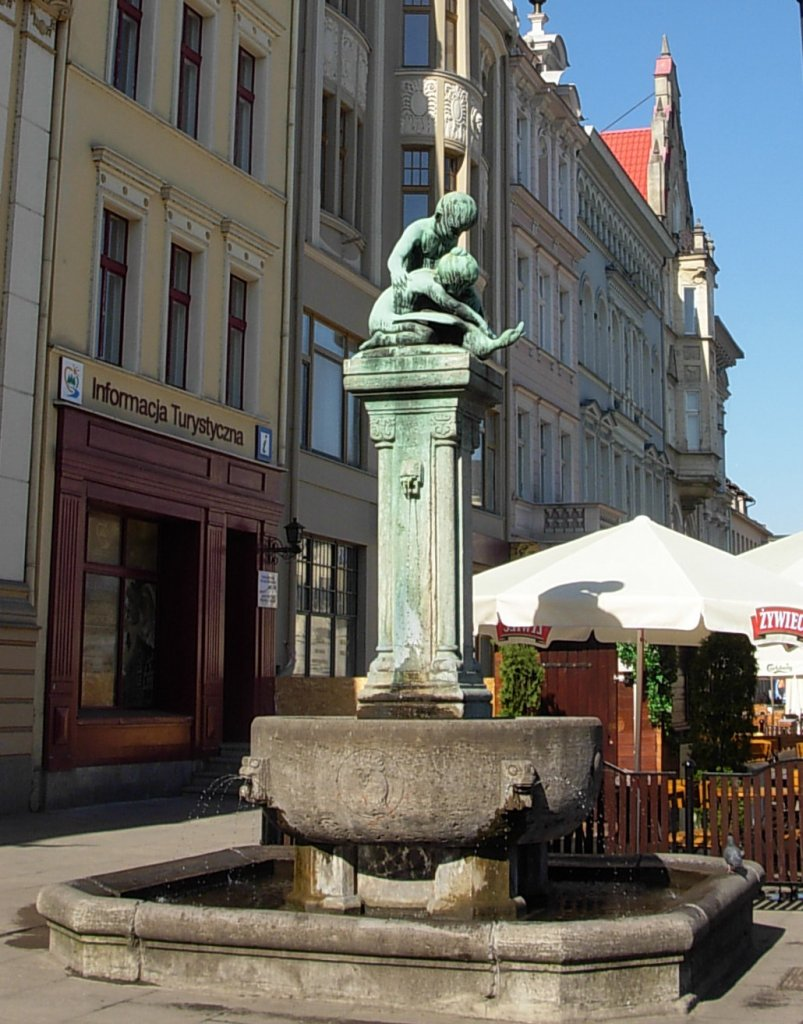
Ufundowana w 1909 przez Kupffendera fontanna na Starym Rynku w Bydgoszczy

Alfred Kupffender (ur. 1874, zm. ?) – niemiecki aptekarz, radca miejski Bydgoszczy, właściciel apteki „Pod Złotym Orłem”, fundator fontannowej rzeźby Dzieci bawiące się z gęsią na bydgoskim Starym Rynku.

## Życiorys
Urodził się 7 marca 1874 w Bydgoszczy. Pochodził z zasiedziałej w Bydgoszczy rodziny aptekarskiej. Był synem Otto Wilhelma i Johanny z d. Lindner oraz wnukiem Louisa Emila Kupffendera, właścicieli apteki „Pod Złotym Orłem” na Starym Rynku 14. Uczęszczał do bydgoskiego Gimnazjum Realnego. Po złożeniu w 1891 egzaminu dojrzałości podjął studia w zakresie farmacji na Uniwersytecie Ludwika i Maksymiliana w Monachium. Naukę kontynuował, studiując przez jeden semestr na Uniwersytecie Chrystiana Albrechta w Kilonii, a następnie przez trzy semestry na Uniwersytecie Albrechta i Ludwika we Fryburgu. Na podstawie rozprawy z chemii uzyskał stopień naukowy doktora.
Po powrocie w 1900 roku do Bydgoszczy odbył służbę wojskową jako jednoroczny ochotnik w charakterze aptekarza bydgoskiego lazaretu garnizonowego. W 1901 r. przejął zarządzanie rodzinną apteką. Podjął się również świadczenia usług w zakresie analiz chemicznych oraz uruchomił specjalistyczne laboratorium. Od 1901 regularnie przeprowadzał badania chemiczne i bakteriologiczne stanu jakościowego wody z wodociągów miejskich. Podobny zakres miały wykonywane przez niego badania żywności, zlecane mu przez Miejski Urząd Badania Żywności. Wielokrotnie występował przed Sądem Krajowym w Bydgoszczy jako ekspert i rzeczoznawca.
Poza działalnością zawodową udzielał się społecznie i politycznie. Był sympatykiem monarchii. Zaangażował się w pracę w organach samorządu miejskiego. Od 1908 do 1917 był członkiem bydgoskiej rady miejskiej. Działał w wydziałach finansowym i budowlanym, a okresowo pełnił w niej funkcję zastępcy sekretarza. W lipcu 1917 wybrano go niepłatnym radcą miejskim (członkiem magistratu). W jego gestii znalazł się nadzór nad Miejskim Urzędem Badania Żywności, szczególnie ważny w czasie I wojny światowej, gdy występowały trudności aprowizacyjne. Jego staraniem powstała tania kuchnia miejska, dożywiająca najuboższych mieszkańców miasta. Jako radca miejski zajmował się również nadzorowaniem funkcjonowania szpitali i cmentarzy miejskich oraz działał w miejskich deputacjach, szkolnej i bibliotecznej. Zasiadał w zarządzie szpitala diakonisek fundacji Louise Giese-Rafalskiej. W pracy administracyjnej wyróżniał się dużą operatywnością. Znany był z działalności w rozmaitych stowarzyszeniach dobroczynnych. Należał także do bydgoskiej loży wolnomularskiej „Janus”.
W 1908, z okazji jubileuszu stulecia apteki prowadzonej przez rodzinę Kupffenderów, ufundował rzeźbioną fontannę na Starym Rynku w Bydgoszczy. Jej odsłonięcie miało miejsce 4 października 1909 roku. Monument był wykonany z wapienia z grupą rzeźbiarską na szczycie (chłopiec, dziewczynka i gęś) wykonany przez artystę rzeźbiarza Karola Kowalczewskiego. Fontannę uruchamiano codziennie (oprócz zimy) od godziny 9 do zmroku.
19 stycznia 1920 wziął udział w historycznym akcie przekazania Bydgoszczy Polakom. Ostatecznie w związku z zarządzeniem ministra byłej dzielnicy pruskiej z 4 sierpnia 1920 został zwolniony ze stanowiska radcy. 24 sierpnia 1920 prezydent Bydgoszczy Jan Maciaszek wystosował do niego specjalne pismo z podziękowaniem za pracę na rzecz miasta. W tym samym roku opuścił Bydgoszcz i osiadł w berlińskim Charlottenburgu. Mieszkał tam jeszcze w 1927 roku. Nie są znane jego dalsze losy.